# Blancafort (Spanyolország)
Blancafort település Spanyolországban, Tarragona tartományban. Blancafort Montblanc, L'Espluga de Francolí, Vallbona de les Monges, Solivella és Pira, Tarragona községekkel határos. Lakosainak száma 393 fő (2024).

## Népesség
A település népessége az elmúlt években az alábbi módon változott:
| Lakosok száma | 313  | 1156 | 1001 | 758  | 411  | 409  | 438  | 413  | 389  | 393  |
|               | 1717 | 1887 | 1936 | 1960 | 1986 | 2004 | 2009 | 2014 | 2019 | 2024 |